# Белорусская патриотическая партия
Белорусская патриотическая партия (бел. Беларуская патрыятычная партыя) — политическая партия Беларуси. Создана в 1996 году из числа активных сторонников Александра Лукашенко.
Лидером партии является Николай Улахович. Лидер партии одновременно является председателем общественного объединения «Белорусское казачество». Руководящий орган — Совет партии.

## Цели
Содействие построению социально справедливого общества; содействие созданию обновления союза братских народов и в первую очередь России, Беларуси, Украины; поддержка президента в его усилиях по выполнению предвыборные программы и неотложных мер по выводу Беларуси из кризиса; защита национальных интересов, чести и достоинства Беларуси во всех сферах.

## История
Партия изначально создавалась под кандидата в президенты Александра Лукашенко.
Партия регулярно принимает участие в выборах (её союзник Коммунистическая партия Беларуси), сотрудничает с Белорусским Экзархатом РПЦ и организациями бывших военных.
19 августа 2000 года на съезде БПП выдвинула 16 кандидатов на парламентские выборы.
При проверке корреспондента Телеграфа офисов зарегистрированных в Беларуси партий, выяснилось, что БПП не находится по этому адресу уже минимум с 2009 года, что не соответствует информации размещенной на официальном сайте Министерства юстиции Беларуси.
11 октября 2015 года в Беларуси состоялись президентские выборы. Лидер Белорусской патриотической партии Николай Улахович набрал 1,67 % голосов избирателей.
11 октября 2016 года в Республике Беларусь прошли выборы в Палату представителей VI созыва, на которых БПП получила 2,16 % голосов избирателей и провела трёх кандидатов по одномандатным округам в Парламент.
18 февраля 2018 года, по результатам выборов в  Минский городской Совет депутатов, один из кандидатов от Белорусской патриотической партии, смог избраться в местный Совет депутатов.
Летом 2020 года БПП призвала избирателей на предстоящих президентских выборах поддержать кандидатуру Александра Лукашенко.

## Совет БПП
1. Улахович Николай Дмитриевич (21.08.1951) — председатель совета БПП
2. Полетаев Сергей Александрович (14.11.1975) — заместитель председателя совета БПП
3. Ромейко Леокадия Дмитровна (30.01.1959) — заместитель председателя совета БПП
4. Мотузо Григорий Григорьевич (20.05.1962) — руководитель Брестской организации
5. Николаев Виктор Николаевич (06.05.1965) — руководитель Витебской организации
6. Лемешевский Сергей Григорьевич (20.09.1970) — руководитель Могилевской организации
7. Улахович Илья Николаевич (12.02.1980) — руководитель юридического управления
8. Ромейко Виталий Александрович (22.10.1986) — руководитель Октябрьской районной организации г. Минска